# Maung Maung
Maung Maung (ur. 11 stycznia 1925, zm. 2 lipca 1994 w Rangunie) – birmański polityk i pisarz.
Z wykształcenia prawnik. Wykładał gościnnie na Uniwersytecie Yale, gdzie w 1962 uzyskał doktorat z prawa. Po zamachu stanu z 1962 mianowany sędzią najwyższym. stał się również prominentnym członkiem Birmańskiej Partii Rozwoju Socjalistycznego. Podczas demonstracji w 1988 19 sierpnia został wybrany na prezydenta kraju i przewodniczącego Birmańskiej Partii Rozwoju Socjalistycznego. Demonstracje uliczne trwały nadal, co doprowadziło do zamachu stanu 18 września 1988, dowodzonego przez Sawa Maunga. Po tym wydarzeniu Maung Maung początkowo odszedł z życia publicznego. W późniejszym czasie pełnił różne funkcje w birmańskim sądownictwie.